# Joyce van Baaren
Joyce van Baaren (7 de noviembre de 1984) es una deportista neerlandesa que compitió en taekwondo. Ganó dos medallas de bronce en el Campeonato Europeo de Taekwondo, en los años 2004 y 2012.

## Palmarés internacional
| Campeonato Europeo | Campeonato Europeo       | Campeonato Europeo | Campeonato Europeo |
| Año                | Lugar                    | Medalla            | Categoría          |
| ------------------ | ------------------------ | ------------------ | ------------------ |
| 2004               | Lillehammer (Noruega)    | Medalla de bronce  | –63 kg             |
| 2012               | Mánchester (Reino Unido) | Medalla de bronce  | –62 kg             |